# Вырка (нижний приток Оки)
Вырка — река в России, протекает по Калужской области. Правый приток Оки.

## География
Река Вырка берёт начало южнее города Калуги, в селе Еловка. Течёт на запад, пересекает автодорогу Р92. На реке расположены деревни Еловка, Колюпаново, Животинки, Верхняя Вырка и Нижняя Вырка. Около Верхней Вырки устроен пруд. Устье реки находится в 1133 км по правому берегу реки Оки. Длина реки составляет 11 км.

## Данные водного реестра
По данным государственного водного реестра России относится к Окскому бассейновому округу, водохозяйственный участок реки — Ока от города Белёв до города Калуга, без рек Упа и Угра, речной подбассейн реки — бассейны притоков Оки до впадения Мокши. Речной бассейн реки — Ока.

## История
В феврале 1607 года на берегах Вырки состоялось сражение, в ходе которого царские войска разгромили повстанцев, идущих на помощь осаждённому в Калуге Ивану Болотникову.